# Teerapong Palachom
Teerapong Palachom (thailändisch ธีรพงษ์ พละชม, * 22. November 1996 in Kalasin) ist ein thailändischer Fußballspieler.

## Karriere
Teerapong Palachom stand bis 2019 beim Bankhai United FC unter Vertrag. Der Verein aus Ban Khai spielte in der vierten thailändischen Liga, der Thai League 4. Hier trat er mit dem Klub in der Eastern Region an. Am Ende der Saison feierte er mit Bankhai die Meisterschaft der Region. In den Aufstiegsspielen zur dritten Liga konnte man sich nicht durchsetzen. 2020 wechselte er zum ebenfalls in der vierten Liga spielenden Udon United FC nach Udon Thani. Der Verein spielte in der North/Eastern Region. Nach zwei Spieltagen wurde die Liga wegen der COVID-19-Pandemie abgebrochen. Während der Unterbrechung beschloss der Verband, die dritte Liga und die vierte Liga zusammenzulegen. Die dritte Liga spielte nach der Wiederaufnahme des Spielbetriebes in sechs Regionen. Udon startet, wie in der vierten Liga, in der North/Eastern Region. Am Ende feierte er mit Udon die Meisterschaft der Region. Auch mit Udon konnte er sich in den Aufstiegsspielen zur zweiten Liga nicht durchsetzen. Zur Saison 2021/22 unterschrieb er einen Vertrag beim Zweitligisten Lampang FC. Sein Zweitligadebüt für den Verein aus Lampang gab er am 15. September 2021 (3. Spieltag) im Auswärtsspiel gegen den Navy FC. Hier wurde er in der 82. Minute für Kantapol Sompittayanurak eingewechselt. Lampang gewann das Spiel 3:0. Am Ende der Saison 2021/22 wurde er mit Lampang Tabellenvierter und qualifizierte sich für die Aufstiegsspiele zur ersten Liga. Hier konnte man sich gegen den Trat FC durchsetzen und stieg in die erste Liga auf. Nach einer Saison Erstklassigkeit musste er mit Lampang am Ende der Saison als Tabellenletzter wieder den Weg in die zweite Liga antreten. Nach dem Abstieg verließ er Lampang und schloss sich dem ebenfalls aus der ersten Liga abgestiegenen Nongbua Pitchaya FC an. Am Ende der Saison 2023/24 wurde er mit dem Klub aus Nong Bua Lamphu Vizemeister und stieg direkt in die erste Liga auf. Am Ende der Saison 2024/25 belegte er mit Nongbua den 14. Tabellenplatz und musste somit in die zweite Liga absteigen.

## Erfolge
Bankhai United FC
- Thai League 4 – East: 2019

Udon United FC
- Thai League 3 – North/East: 2020/21

Nongbua Pitchaya FC
- Thailändischer Zweitligameister: 2023/24  ▲